# Захарьин, Иван Николаевич
Ива́н Никола́евич Заха́рьин (8 [20] февраля 1839, Тамбов — 7 [20] октября 1906, Кисловодск) — русский писатель, драматург, очеркист, поэт, прозаик.

## Биография
Родился 8 (20) февраля 1839 года в семье дворянина Тамбовской и Московской губерний, Николая Фёдоровича Захарьина (1802—?).
Учился в Тамбовской гимназии, одно время состоял на военной службе, в начале 1860-х годов несколько лет был вольнослушателем Московского университета, затем служил мировым посредником в Могилёвской губернии, в конце 1870-х годов был мировым судьёй в Подольской губернии, с 1885 по 1896 год управлял отделениями Крестьянского банка в Вильно (ныне — Вильнюс), Ковно, Оренбурге и Ставрополе. В 1896 году вышел в отставку с чином статского советника.
Писать начал в 1861 году (корреспонденции в газетах «Московские ведомости», «День», «Голос»). В 1870—1873 член редакции «Биржевых ведомостей». В 1870-х годах был фактическим редактором «Будильника» и «Живописного Обозрения». Часто подписывался псевдонимом И. Якунин.
Множество его стихотворений, рассказов, пьес, исторических статей и воспоминаний, появившихся преимущественно в «Историческом Вестнике», «Русской Старине» и отчасти «Вестнике Европы», собраны им в книжках: «Люди тёмные» (1889), «Грезы и песни» (4-е изд., СПб., 1896), «Тени прошлого» (1885), «Молодая пора» (1891), «Для спектаклей» (1897), «Хива» (1898), «Жизнь и служба мирового судьи» (1900), «Граф В. А. Перовский и его зимний поход в Хиву» (1901), «Кавказ и его герои» (1901), «Для народа» (1897), «Встречи и Воспоминания» (1903).
Переводил стихотворения Хафиза и Виктора Гюго.
С 1898 по 1904 год Захарьин занимался разбором драгоценного архива фрейлины графини А. А. Толстой. Началом работы по извлечению ценных сведений из этого архива стала публикация в «Вестнике Европы» в 1904 году. Исторические статьи и воспоминания Захарьина весьма интересны, хотя и не всегда следуют исторических данным.